# Jörn Steuding
Jörn Steuding (* 10. März 1969 in Bad Orb) ist ein deutscher Mathematiker, der sich mit Zahlentheorie befasst.
Jörn Steuding studierte ab 1991 Mathematik an der Leibniz-Universität Hannover mit dem Diplom 1995 und war danach dort Assistent von Georg Johann Rieger in Hannover, bei dem er 1999 promovierte (On simple zeros of the Riemann zeta function). Danach war er bis 2004 Assistent von Wolfgang Schwarz und Jürgen Wolfart an der Goethe-Universität Frankfurt am Main, an der er sich 2004 habilitierte. Anschließend war er bis 2006 Ramon y Cajal Stipendiat an der Universidad Autónoma de Madrid. Seit 2006 ist er Professor für Zahlentheorie an der Julius-Maximilians-Universität Würzburg.
Er befasst sich mit Zeta- und L-Funktionen (Nullstellenverteilung, Universalitätseigenschaften, Random Matrix Theory, Selberg-Klasse (nach Atle Selberg), Zetafunktionen von Adolf Hurwitz und Paul Epstein), Diophantischer Analysis (Diophantische Approximationen, Diophantische Gleichungen, abc-Vermutung, Kettenbrüche), Modulformen und Elliptische Kurven (unter anderem  deren Gruppenordnung bei Reduktion modulo p), algebraischer Zahlentheorie (arithmetisch äquivalente Zahlkörper, effektiver Tschebotarjowscher Dichtigkeitssatz, Artinsche Vermutung – siehe Emil Artin) und Primzahltests und Faktorisierungsalgorithmen.
Er war Herausgeber der Mathematischen Semesterberichte. Er veröffentlichte auch in Spektrum der Wissenschaft.

## Schriften (Auswahl)
Monographien:
- Diophantine Analysis, CRC Press/Chapman-Hall 2005
- Value distribution of L-functions, Lecture Notes in Mathematics 1877, Springer 2007

Einführungen und andere Bücher:
- mit Nicola Oswald: Elementare Zahlentheorie. Ein sanfter Einstieg in die höhere Mathematik, Springer Spektrum, 2015
- mit Klaus Volkert (Hrsg.): Facetten der Mathematik: 85 Jahre Mathematische Semesterberichte, Springer 2018
- mit Klaus Volkert (Hrsg.): Facetten der Mathematikgeschichte, Springer Spektrum 2019
- mit Klaus Volkert (Hrsg.): Facetten der Mathematikdidaktik, Springer Spektrum 2020
- mit Katja Mönius, Pascal Stumpf: Algorithmen in der Graphentheorie. Ein konstruktiver Einstieg in die Diskrete Mathematik, Springer Spektrum 2021
- mit Katja Mönius, Pascal Stumpf: Einführung in die Graphentheorie. Ein farbenfroher Einstieg in die Diskrete Mathematik, Springer Spektrum 2021

Einige Aufsätze:
- On simple zeros of the Riemann zeta-function in short intervals on the critical line, Acta Mathematica Hungarica, Band  96, 2002, S. 259–308
- On the number of prime divisors of elliptic curves modulo p, Acta Arithmetica, Band  117, 2005, S. 341–352, Erratum Band 119, 2005, S. 407–408 (mit A. Weng)
- On the zero-distribution of Epstein zeta-functions, Mathematische Annalen, Band  333, 2005, S. 689–697
- mit Jürgen Sander: Joint universality for sums and products of Dirichlet L-functions,  Analysis, Band  26, 2006, S. 295–312
- mit Enrique  González-Jiménez: Arithmetic progressions of four squares over quadratic fields, Publicationes Mathematicae Debrecen, Band 77, 2010, S. 125–138
- mit H. Nagoshi: Universality for L-functions in the Selberg class, Lith. Math. J., Band  50, 2010, S. 293–311
- mit E. Wegert: The Riemann zeta function on arithmetic progressions, Exp. Math., Band 21, 2012, S. 235–240
- mit J. Kalpokas, M.A. Korolev: Negative values of the Riemann zeta function on the critical line, Mathematika, Band  59, 2013, S. 443–462
- mit L. Pankowski: Extreme values of L-functions from the Selberg class, International Journal of Number Theory, Band  9, 2013, S. 1113–1124
- mit T. Christ, V. Vlachou: Differential universality, Mathematische Nachrichten, Band  286, 2013, S. 160–170
- mit N. Oswald: Complex continued fractions: early work of the brothers Adolf and Julius Hurwitz, Archive for History of Exact Sciences, Band  68, 2014, S. 499–528
- mit M. Technau: The least prime number in a Beatty sequence, Journal of Number Theory, Band 169, 2016, S. 144–159
- mit  N. Oswald: Zeta-functions associated with quadratic forms in Adolf Hurwitz’s estate, Bull. Am. Math. Soc., Band  53, 2016, S. 477–481